# Musica copta
La musica copta è la musica eseguita nel corso delle funzioni religiose della Chiesa ortodossa copta.

## Storia

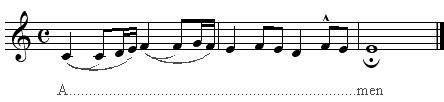
Musica copta, Trascrizione di un Amen

Il cristianesimo in Egitto ha tradizioni molto antiche. Tuttavia, mentre nel Basso Egitto i suoi riti derivarono dalla Chiesa di Gerusalemme, nell'Alto Egitto (o Tebaide), regione che aveva subito maggiormente l'influsso ellenistico, si ebbero sviluppi originali. Sono pervenuti frammenti di antiche liturgie copte la più nota delle quali è la divina liturgia di san Basilio.
Il copto cominciò a essere scritto attorno al IV secolo utilizzando l'alfabeto greco e sette lettere dell'alfabeto demotico, e nel V e VI secolo sviluppò una letteratura autonoma. Non più parlata dopo la conquista araba dell'Egitto, la lingua copta rimase in uso negli ambienti ecclesiastici sino al XVII secolo. Dai testi letterari copti si evidenziano la predominanza di tre generi: i canti liturgici, gli inni e i canti popolari di argomento religioso, questi ultimi di natura strofica.
Il canto copto è trasmesso oralmente, sebbene siano conosciuti anche alcuni antichi tentativi di notazione musicale con l'uso di segni ecfonetici simili a quelli bizantini, consistenti nel porre da quattro a sei acute sopra le sillabe sulle quali cade l'accento tonico. Nella Chiesa ortodossa etiopica, unita fino al 1959 alla Chiesa ortodossa copta, una notazione musicale introdotta nel XVI secolo era costituita da lettere, siglate con inchiostro rosso per indicare la maniera dell'esecuzione, e accenti, siglati con inchiostro nero, costituenti i segni musicali veri e propri. Secondo Villoteau (1759-1839) la musica copta etiope si basava su tre modi principali: quello in uso nei giorni feriali (ge'ez), quello in uso nei giorni festivi (araraj), e il modo per i giorni di lutto ('ezel).
Ancora nel XX secolo i copti accompagnano il canto con i cimbali oppure triangoli, campanelli a percussione senza battaglio o altri strumenti affini.